# روبرتو بورغ أنغولو
روبرتو بورغ أنغولو هو سياسي مكسيكي، ولد في 29 ديسمبر 1979 في سان ميغيل دي كوزوميل ‏ في المكسيك. نشط حزبياً في الحزب الثوري المؤسساتي. وقد انتخب Governor of Quintana Roo ‏ (5 أبريل 2011 – 24 سبتمبر 2016) وانتخب عضو مجلس النواب المكسيك ‏ عن دائرة 1st federal electoral district of Quintana Roo ‏ خلال فترته النيابية ‏ (1 سبتمبر 2009 – 3 يوليو 2010).